# Lymania alvimii
Lymania alvimii là một loài thực vật có hoa trong họ Bromeliaceae. Loài này được (L.B.Sm. & Read) Read mô tả khoa học đầu tiên năm 1984.

## Hình ảnh

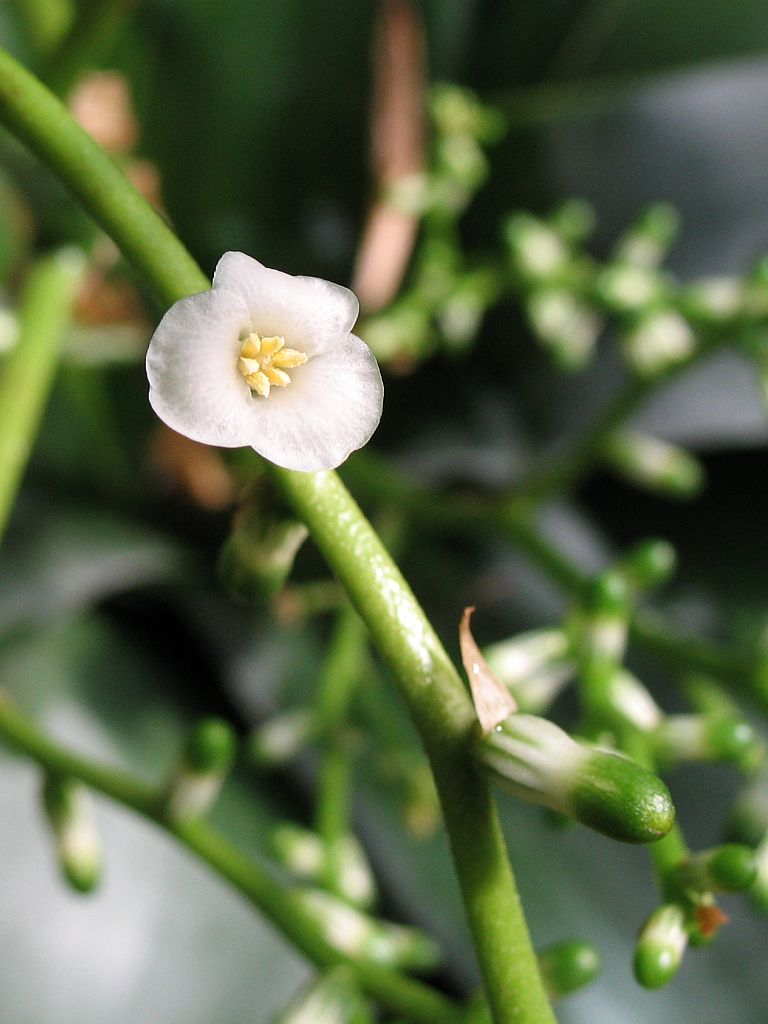
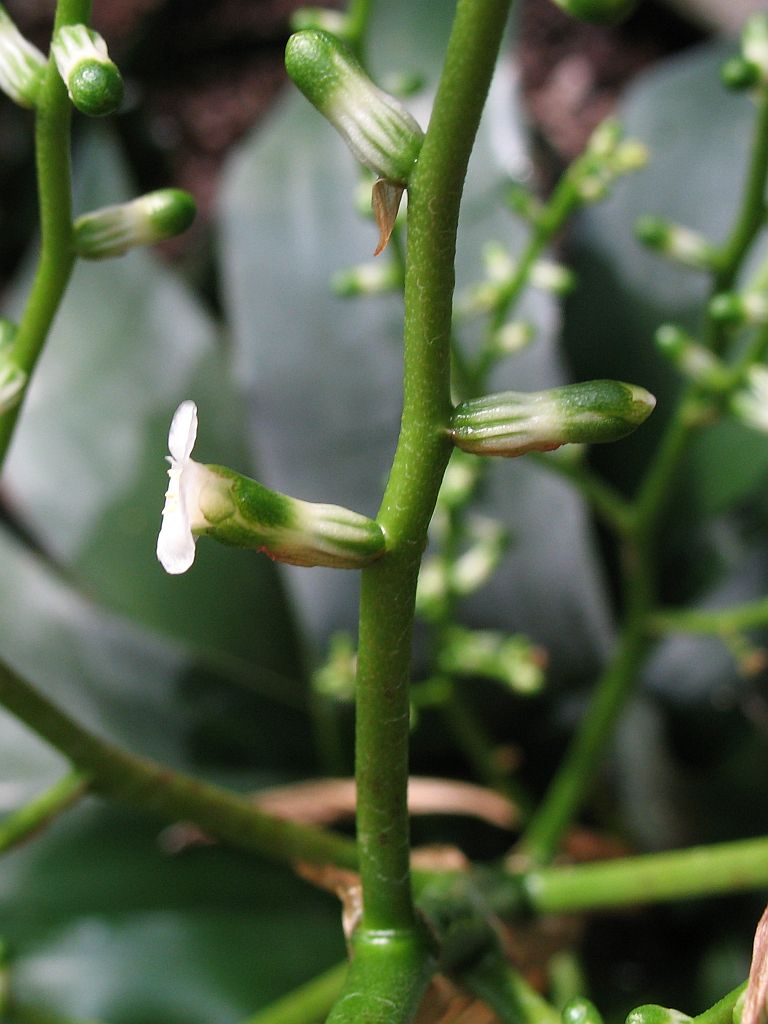